# KolibriOS
KolibriOS (také známý jako KOS a Kolibri) je freeware (šířen pod licencí GPL) operační systém s monolitickým preemptivním, real-time jádrem, videoovladači pro 32bitové x86 architektury počítačů, vyvinutý a udržovaný KolibriOS projektovým týmem. KolibriOS je k dispozici v polštině, němčině a ruštině. Je pojmenován po německém a ruském slově kolibřík. Je napsán v FASM (assembler), nicméně při vývoji aplikací byly použity i jazyky C, C++. Jako základ posloužil operační systém MenuetOS. Systém používá vlastní normy a není založen na systémech kompatibilních s POSIX a UNIX.

## Funkce KolibriOS
- umožňuje bootovat z několika zařízení
- Grafické uživatelské rozhraní založené na VESA. Možnost pracovat na vyšších frekvencích, obnovovací frekvence monitoru.
- Vývojové prostředí: textový editor, integrovaný makro assembler (FASM) pro kompilaci jádra a programů.
- Podpora pro zásobník TCP / IP pro několika síťových karet.
- Vejde se na jednu 1,44MB disketu (mnoho aplikací je komprimováno).
- Podporuje Pre-preventivní multitasking, multithreading, paralelní spouštění systémových volání.
- Podporované systémy souborů jsou FAT12, FAT16, FAT32 (podpora dlouhých názvů), NTFS (pouze čtení), ISO 9660 (včetně multisession), Ext2, Ext3 a Ext4 (pouze čtení).
- AC97 audio kodek, podpora Intel, nForce, nForce2, nForce3, nForce4, SIS7012, FM801, VT8233, VT8233C, VT8235, VT8237, VT8237R, VT8237R Plus a EMU10K1X čipové sady.
- USB podpora (UHCI).
- Uživatel může měnit témata přímo v OS.
- Vyžaduje pouze 8 MB RAM pro správné fungování.
- Podporuje disky CD a DVD.

## Command-line
CMD je Command-line Interpreter, který slouží jako příkazová řádka (shell). Aktuální verze je 0.26.
Následuje seznam dostupných příkazů:
- správu aplikací a procesů (kill, ps)
- práce se systémem souborů (cp, ls, del, rn, ...)
- ostatní příkazy jako CLS, ver, exit, shutdown, help, pause, echo, ends.

## Bezpečnostní problémy
KolibriOS Balíček lze stáhnout z webu vývojářů (viz níže). AVG Anti-Virus však nalezne v balíčku (v souboru 9x2klbr.exe) trojského koně Generic 12 BRFY.